# Сын за сына
«Сын за сына» (англ. A Son for a Son) — первый эпизод второго сезона фэнтезийного драматического телесериала HBO «Дом Дракона», снятый Аланом Тейлором по сценарию Райана Кондала. Его премьера состоялась 16 июня 2024 года.
Действие эпизода разворачивается сразу после финала первого сезона. Королева Рейнира здесь оплакивает своего сына Люцериса, а её дядя и муж Деймон посылает в Королевскую Гавань двух наёмных убийц, чтобы отомстить Эймонду. Те вместо этого убивают Джейхериса, сына и наследника короля Эйгона II. Название эпизода является отсылкой к клятве Деймона отомстить за Люцериса.
В США в день премьеры эпизода его посмотрели 7,8 миллиона человек. «Сын за сына» получил положительные отзывы критиков, высоко оценивших сценарий, развитие персонажей, улучшение освещения и темпа повествования по сравнению с первым сезоном, игру ряда актёров (в первую очередь Эммы Д’Арси и Оливии Кук).

## Сюжет
Действие эпизода разворачивается сразу после событий, показанных в первом сезоне «Дома Дракона». В Вестеросе только что появились сразу два монарха: король Эйегон II (старший сын покойного короля Визериса I от его второй жены Алисенты) в Королевской Гавани и королева Рейнира (дочь Визериса от первой жены) на Драконьем Камне. В финале первого сезона сын Рейниры Люцерис Веларион погибает в стычке с братом Эйгона Эймондом.
В первой серии второго сезона ещё один сын Рейниры Джекейрис навещает лорда Кригана Старка, чтобы заручиться его поддержкой. Тот соглашается направить на помощь королеве только две тысячи «седобородых», ссылаясь на свой долг перед Ночным Дозором и Стеной. Встречу прерывает ворон, принёсший весть о смерти Люцериса.
В Дрифтмарке лорд Корлис Веларион встречается с Алином, моряком, который спас ему жизнь во время кораблекрушения у Ступеней. Корлис благодарит Алина, тот передает ему кинжал, заказанный лордом для Люцериса. Тем временем муж Рейниры Деймон требует от своей кузины Рейнис, чтобы она вместе с ним отправилась в Королевскую Гавань мстить за Люцериса. Рейнис отказывается, так как считает только жену Деймона своей правительницей и хочет сначала дать ей возможность оплакать сына. Рейнира находит останки Люцериса и его дракона Арракса в маленькой рыбацкой деревушке в Штормовых землях. Вернувшись на Драконий Камень, она требует от Чёрного совета мести Эймонду; Деймон предлагает Мисарии, перед этим арестованной по обвинению в сговоре с Хайтауэрами, свободу в обмен на помощь в вербовке убийц.
В Королевской Гавани
Мать Эйгона Алисента оказывается любовницей сира Кристона Коля. Она осуждает сына за унижение сира Тиланда Ланнистера на заседании Малого совета, где обсуждается военная тактика. Позже лорд Ларис сообщает Алисенте, что устранил всех «предателей» в её доме и лично подобрал им замену. Это известие заставляет королеву нервничать.
Эйгон пытается проявлять доброжелательность к простому народу, но дед-десница Отто Хайтауэр призывает его к сдержанности и твёрдости. Позже лорд Ларис беседует с королём наедине, намекая, что Эйгон должен назначить его своим новым десницей вместо того, чтобы выполнять приказы отцовских слуг. Алисента просит отца, чтобы во время конфликта было как можно меньше насилия, а потом посещает септу и молится за погибших, включая Люцериса.
Деймон пробирается в Королевскую Гавань и подкупает городского стража по прозвищу Кровь и крысолова по прозвищу Сыр, хорошо знакомого с туннелями под Красным Замком, для убийства Эймонда. Кровь и Сыр проникают в замок, но им не удаётся найти принца. Они оказываются в покоях сестры-жены Эйгона Хелейны. Вспомнив слова Деймона «Сын за сына», они решают убить сына королевы Джейхериса. Приставив к горлу королевы нож, Кровь и Сыр заставляют её показать, кто из двух спящих детей-близнецов наследный принц, и обезглавливают мальчика. Охваченная ужасом Хелейна хватает дочь, бежит в покои Алисенты и говорит матери и возлежащему с ней Кристону Колю, что принц убит.

## Производство
Сценарий к «Сыну за сына» написал шоураннер и исполнительный продюсер Райан Кондал, до этого ставший сценаристом четырёх эпизодов первого сезона: «Наследники Дракона», «Порочный принц», «Второй своего имени» и «Чёрная королева». Название серии является отсылкой к клятве Деймона отомстить Эймонду за убийство его пасынка Люцериса.
Я имею в виду, что Мейлор даже не появился на свет в сюжетной линии. Нам действительно пришлось сжать время в первом сезоне, чтобы нам не приходилось искать новых актёров для персонажей на экране. Мы просто брали новых актёров на роли детей, так сказать, по ходу дела, и отчасти это означало, что дети Эйгона и Хелейны были моложе, как и дети Деймона и Рейниры в самом конце, потому что после их бракосочетания прошло не так много времени, чтобы все эти дети успели вырасти.
В целом сюжет эпизода основан на книге Джорджа Мартина «Пламя и кровь», но есть ряд отличий. В книге Деймон не приказывает Крови и Сыру найти Эймонда: конкретная цель убийц остаётся неясной. У Хелейны, согласно Мартину, был во время этих событий третий ребёнок, Мейлор, и Кровь и Сыр заставили её выбирать, каким сыном она должна пожертвовать. Королева указала на Мейлора, но Кровь всё же убил Джейхериса (как и в сериале). Всё это, согласно Мартину, происходило в покоях Алисенты, которую связали и заставили смотреть. По словам Кондала, Мейлора убрали из сценария, так как близнецы показаны моложе, чем в книге, то есть в сериальной версии сюжета этот принц ещё не появился на свет.

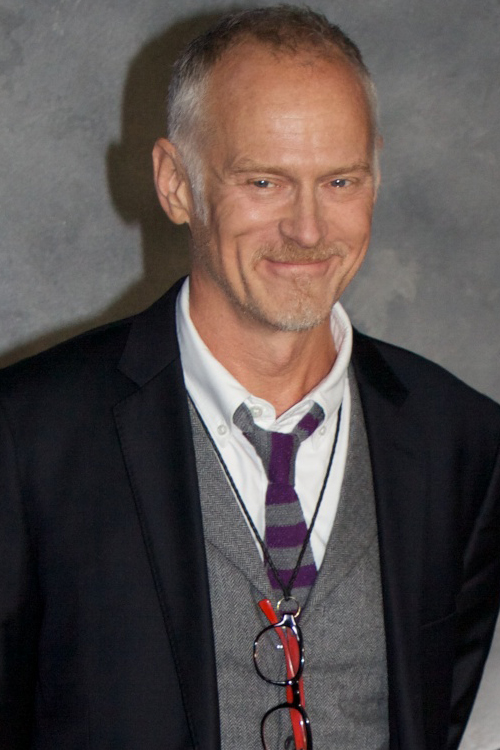
Алан Тейлор вернулся в качестве режиссёра франшизы.

Съёмки второго сезона проходили на студии Warner Bros. Studios, Leavesden в Англии с апреля по сентябрь 2023 года. Для съёмок Драконьего Камня использовался гранитный карьер Трефор в Уэльсе. Первый эпизод режиссировал Алан Тейлор, по совместительству исполнительный продюсер всего сезона. Прежде он был режиссёром ряда эпизодов «Игры престолов»: «Бейелор», «Пламя и кровь», «Север помнит», «Ночные Земли», «Принц Винтерфелла», «Валар Моргулис», «За Стеной».
В «Сыне за сына» снова появились Мэтт Смит, Эмма Д’Арси, Оливия Кук, Рис Иванс и другие актёры из первого сезона. В этом эпизоде впервые появляются Киран Бью в роли Хью «Молота», Абубакар Салим в роли Алина из Халла, Том Тейлор в роли лорда Кригана Старка. Эгьяван, игравший в первом сезоне повторяющегося персонажа Великого мейстера Орвила, во втором сезоне был повышен до основного актёрского состава.
Начальная заставка
В эпизоде появились новые вступительные титры, но осталась оригинальная музыкальная тема «Игры престолов». Заставка рассказывает о прошлых событиях в семье Таргариенов (Entertainment Weekly описывает её как «гобелен в стиле Байё, сплетающийся воедино». По словам Кондала, изначально заставка должна была походить на оригинальный сериал, где география меняется с каждым эпизодом. Однако шоураннер решил, что «история о родословных и предках, которую мы рассказывали в том сезоне…, подошла к концу, потому что теперь родословная Таргариенов в некотором роде установлена. Нам особо некуда было идти». Была создана новая заставка, чтобы показать, что «это живая история, и мы хотим изобразить эту историю наглядно и дать фанатам новые возможности для разбора и погружения».

## Реакция
В США эпизод посмотрели в общей сложности (и на HBO, и на Max) 7,8 млн человек. Это на 22 % меньше по сравнению с премьерой первого сезона, которую посмотрели 10 миллионов зрителей. Только на канале HBO эпизод посмотрели около 1,3 миллионов зрителей во время его первого показа.

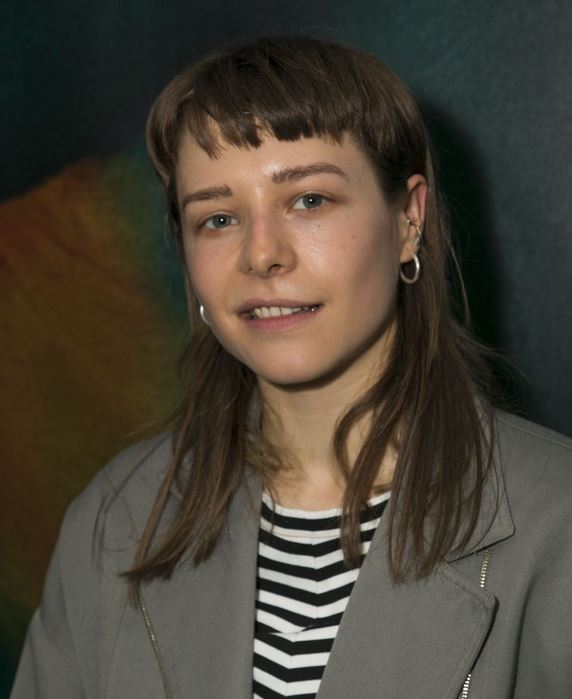
Игра Эммы Д’Арси в эпизоде удостоилась широкой похвалы от критиков.

«Сын за сына» получил весьма положительные отзывы от критиков. На сайте Rotten Tomatoes его рейтинг составил 100 % со средней оценкой 7,5 из 10.
Алек Бойалад из Den of Geek и Хейли Уитмайр Уайт из TV Fanatic поставили эпизоду 5 баллов из 5 возможных, Луис Чилтон из The Independent и Аманда Уайтинг из Vulture — 4, Джеймс Хант из Screen Rant — 3,5. Бойалад описал его как «мощное возвращение», а Хант похвалил эпизод за то, как он показывает эффективную подготовку к войне. Хелен О’Хара из IGN, Кэти Долл из CBR и Карли Лэйн из Collider поставили эпизоду 7 баллов из 10. Долл написала: «Благодаря динамичным выступлениям и грамотному сценарию „Дом дракона“ обещает стать насыщенным событиями началом второго сезона, даже если посеять семена войны порой бывает непросто». Лэйн высказала мнение, что эпизод «больше похож на пролог к гораздо более масштабным событиям, чем на первую главу». Кейли Дрей из The A.V. Club оценила эпизод на «В+» и назвала его «довольно звёздной премьерой сезона». Эрик Кейн из Forbes поддержал это мнение, назвав «Сына за сына» «блестящей премьерой сезона». Джош Розенберг из Esquire отметил: «К настоящему времени второй сезон „Дома дракона“ уже ощущается как значительный шаг вперёд в развитии сериала. Темп сериала намного лучше, второстепенные персонажи так же неотразимы, как и главные герои, и становится ясно, что мы готовимся к войне».
Критики высоко оценили игру актёров, особенно Эммы Д’Арси, Оливии Кук, Фии Сабан, Тома Глинн-Карни и Гарри Коллетта. Хант из Screen Rant написал об актёрах: «Конечно, они проделали отличную работу в первом сезоне, но в премьере второго сезона они подняли её на другой уровень. Горе Рейниры осязаемо, её боль так отчётливо запечатлелась в каждой частичке выступления Д’Арси». Лэйн из Collider назвала выступление Д’Арси «волшебным» и похвалил язык её тела в изображении скорбящей матери. Хант отметил тонкую игру Оливии Кук, Лэйн написала, что Кук «продолжает придавать глубину и масштабность Алисенте, которая разрывается между противоречивыми привязанностями».
Критики особо выделили такие сцены, как визит Джекейриса в Винтерфелл и первое появление Кригана Старка (хотя некоторые сочли, что эта сцена была слишком короткой), а также убийство Джейхериса; критики оценили сниженный уровень насилия в в этом эпизоде по сравнению с книжной версией. При этом Хант не пришёл в восторг от сцены убийства принца, заявив, что премьера завершилась на несколько разочаровывающей ноте. Критики высоко оценили развитие персонажей Алисенты, Деймона, Эймонда Эйгона и Хелейны,, улучшенное освещение, которое в первом сезоне было слишком тёмным и подверглось критике рецензентов и фанатов.